# Joseph Howell

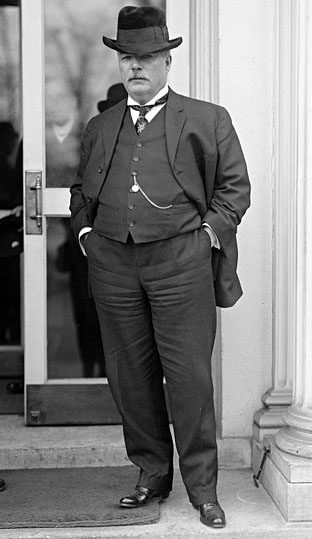
Joseph Howell (1914)

Joseph Howell (* 17. Februar 1857 in Brigham City, Utah; † 18. Juli 1918 in Logan, Utah) war ein US-amerikanischer Politiker. Zwischen 1903 und 1917 vertrat er den ersten Wahlbezirk des Bundesstaates Utah im US-Repräsentantenhaus.

## Frühe Jahre
Im Jahr 1863 zog Joseph Howell mit seinen Eltern nach Wellsville, das wie sein Geburtsort Brigham auch im heutigen Staat Utah liegt. Damals gehörte das Gebiet noch zum Utah-Territorium. Howell besuchte die öffentlichen Schulen seiner Heimat und danach die University of Utah in Salt Lake City. Später arbeitete er im Handel und als Schullehrer.

## Politische Laufbahn
Joseph Howell wurde Mitglied der Republikanischen Partei. Zwischen 1882 und 1884 war er Bürgermeister der Stadt Wellsville und von 1886 bis 1892 war er Abgeordneter im territorialen Repräsentantenhaus. Danach gehörte er von 1896 bis 1900 dem Senat von Utah an. Zur gleichen Zeit war er auch im Vorstand der University of Utah. Im Jahr 1901 verlegte er seinen Wohnsitz nach Logan.
Im Jahr 1902 wurde Howell in das US-Repräsentantenhaus gewählt, wo er am 4. März 1903 George Sutherland ablöste. Nachdem er in den folgenden Wahlen jeweils in seinem Mandat bestätigt wurde, konnte er bis zum 3. März 1917 insgesamt sieben Legislaturperioden im Kongress absolvieren. Bis 1913 war er der einzige aktive Kongressabgeordnete seines Staates. Im Jahr 1910 wurde nach einer Volkszählung ein zweiter Wahlbezirk für Utah geschaffen, der ab dem 4. März 1913 erstmals besetzt wurde. Erster Abgeordneter dieses Bezirks war Jacob Johnson. Howell vertrat fortan den ersten Wahlbezirk.

## Weiterer Lebenslauf
Im Jahr 1916 kandidierte Joseph Howell nicht mehr für eine weitere Amtszeit im Kongress. Stattdessen stieg er in das Bank- und Immobiliengeschäft ein. Er starb im Juli 1918 in seinem Wohnort Logan und wurde dort auch beigesetzt. Die Stadt Howell in Utah wurde nach ihm benannt.